# Deus Ex: Mankind Divided
Deus Ex: Mankind Divided (укр. Deus Ex: Людство розділене) — рольова відеогра на тему кіберпанку, — з поєднанням елементів шутера від першої особи, стелсу та рольової гри, розроблена Eidos Montreal, продовження гри 2011 року Deus Ex: Human Revolution. Анонсована на початку квітня 2015 року, Mankind Divided була випущена на Microsoft Windows, PlayStation 4 і Xbox One 23 серпня 2016 року.
У грі повертається головний герой Human Revolution Адам Дженсен, якому стають доступними нові технології та аугментації тіла. Після подій Human Revolution кіборгізованих людей бояться і переслідують, процвітає тероризм і зростає нерівність між звичайними людьми та вдосконаленими. Адам, працюючи на Інтерпол, береться протистояти терористам.

## Ігровий процес

Адам дистанційно зламує пристрій своїми новими аугментаціями

Deus Ex: Mankind Divided розвиває основи ігрового процесу Human Revolution. Гравець так само бере на себе роль чоловіка Адама Дженсена, тіло якого містить численні механічні та електронні протези й доповнення. Просуваючись за сюжетом, він досліджує світ в рамках отриманих від інших персонажів завдань, знаходить способи вирішення конфліктів з союзниками і ворогами, та розвиває свої аугментації. Mankind Divided пропонує більший вибір у формуванні власного стилю гри, включаючи такі шляхи досягнення цілей, як вбивство ворогів, нелетальне їх усунення, хакерство чи переконання в ході діалогів.
У цій грі місцевості поділені на безпечні та небезпечні зони. В перших Адам може діяти безперешкодно. В других повинен боротися з бандитами чи охороною, або ж переховуватися від них. Адам мусить користуватися зброєю і пристроями зламу, а також ліками, споживати їжу для відновлення здоров'я, поповнювати запас енергії спеціальними батареями. Як і раніше, всі предмети складаються до інвентаря, поділеного на клітинки. Знаходячи креслення пристроїв, Адам може вдосконалити вже наявні або сконструювати зовсім нові зі знайдених деталей.
Набираючи досвід за виконання завдань і розв'язання проблем на своєму шляху, Адам отримує доступ до контролю різних вживлених у своє тіло технологій. Вони поділені на сім категорій. Аугментації мозку розширюють можливості до зламу комп'ютерів, електронних замків, роботів, дозволяють вловлювати дрібні зміни поведінки людей та знаходити шляхи маніпуляції ними. Очні імплантати створюють доповнену реальність, дають змогу бачити додаткову інформацію про оточення, наприклад, покази радара. Вдосконалення торсу містять системи життєзабезпечення, роблять стійкішим до отрут, дії електрики. Протези рук в міру вдосконалень збільшують рівень володіння зброєю, силу. Аугментації в спині підвищують швидкість реакції, дозволяють користуватися своєрідним парашутом і розкидати навколо бомби. Вдосконалення шкіри роблять Дженсена тимчасово невидимим чи дають куленепробивний покрив. Протези ніг забезпечують високі стрибки, нечутну ходу. Застосування багатьох можливостей вимагає енергії, запас якої обмежений. Для користування особливо потужними технологіями свого тіла, Дженсен мусить відмовитися від інших, інакше діяльність стане нестабільною.
Як і раніше Адаму доступний широкий вибір зброї, як вбудованої в тіло, так і переносної, яку він добуває в ході сюжету. Вона поділяється на летальну та нелетальну, тобто, або вбиває ворогів, або лише знерухомлює їх. Адам може змінювати прямо в бою типи набоїв, режими вогню стрілецької зброї. Сховані в руках нанолеза, зазвичай застосовні для вбивства ворогів зблизька, також мають альтернативи застосування, такі як вистрілювання їх та пришпилення ворогів до стін, або підривання на відстані. Також в кулаках міститься силова гармата, яка відкидає і оглушує ворогів, не завдаючи непоправних ушкоджень, і Тесла-гармата, яка вражає струмом і тимчасово паралізує. Очні імплантати дозволяють бачити на відстані яку зброю носять вороги, та відповідно планувати свої дії.
Крім основного сюжету, в цій грі є режим «Breach», де гравець виступає в ролі хакера. Йому належить керувати своїм аватаром у візуалізації комп'ютерних систем, щоб викрадати дані. Як і в сюжетній грі, тут можна користуватися зброєю, обладнанням і вдосконалювати аватар новими вміннями. За виконання завдань або за реальні гроші гравець отримує контейнери з випадковою винагородою.

## Сюжет
Події відбуваються в 2029 році, через два роки після фіналу першої частини. В подіях наприкінці Human Revolution, коли вдосконалені протезами та імплантатами люди збожеволіли через сигнал Г'ю Дерроу, загинуло близько 50 млн чоловік. Внаслідок цього в суспільстві стався соціальний розкол — аугментованих бояться і переслідують. Вдосконалені люди тепер живуть окремо від звичайних в гетто, де процвітає злочинність. Як наслідок виникає рух «Augmented Rights Coalition» за права аугментованих, очолюваний Талосом Рюкером (англ. Talos Rucker).
У пролозі вцілілий на «Панхеї» Адам Дженсен приєднується до команди «Task Force 29», спонсорованої Інтерполом, для розшуку вдосконалених імлантатами терористів. Адам, оснащений всіма можливими аугментаціями, вирушає на завдання з «Task Force 29». Керівник команди Джеймс Міллер показує відомості про Джина Трента, колишнього працівника корпорації «Беллтауер», що продає зброю і аугментації терористам. Прослухавши брифінг, Адам разом з іншими на літаках прибуває в Дубай, де агент Інтерполу організував на руїнах недобудовного готелю покупку зброї. Висадившись в готелі, він досліджує це місце, пробираючись до посадкового майданчика, щоб захопити Джина. Там відбувається доставка протезів і зброї, та раптом повсюди виникають досі замасковані бійці в масках та вбивають присутніх, щоб захопити вантаж. Спантеличений Адам доповідає про це і отримує завдання будь-що затримати відліт гелікоптера з вантажем до настання піщаної бурі. Зрештою транспорт вдається підірвати (або знеструмити), але агент гине і готель накриває хмара піску.
Минає тиждень, Адам прибуває до Праги, куди масово звозяться аугментовані біженці. Приховуючи, що сам є вдосокналеним, на вокзалі він зустрічає Александру Веґа, котра знайома зі впливовим хакером Янусом і його угрупуванням «Juggernaut Collective». Вона передає від Януса чіп для стеження за «Task Force 29» аби вислідкувати в організації ілюмінатів, але тут стається вибух. Аугментації Дженсена вимикаються, тому він іде до лікаря Вацлава Коллера. В нього Дженсену стає зле, лікар відмикає частину систем, щоб той не помер. Взявшись досліджувати тіло Дженсена, він виявляє, що там існують експериментальні системи, одночасного використання яких тіло не зможе витримати. Адаму доводиться обрати які вдосконалення він залишить активними. Після цього його викликає Міллер, Адам встановлює в штабі «Task Force 29» чіп стеження і вирушає до свого керівника. Поліція не допускає Інтерпол до розслідувань теракту, тому Міллер відправляє Дженсена все розвідати і затримати Талоса Рюкера, підозрюваного в організації теракту, до гетто Ґолем-сіті. Коли Адам дістається до Рюкера, той переконує його, що «Augmented Rights Coalition» пацифісти і за терактом стоїть хіба що прониклий до його організації ілюмінат. Несподівано Рюкер загадковим чином гине і Дженсену доводиться тікати. Місце Талоса займає його завзятіший і радикальніший лейтенант Віктор Марченко, що закликає до війни аугментованих проти своїх гнітителів.
Підозрюючи змову проти аугментованих, Дженсен шпигує всередині «Task Force 29» і під виглядом Міллера проникає до віртуального місця зустрічі ілюмінатів. Він з'ясовує, що директор команди Джозеф Мандерлей пов'язаний з Бобом Пейджем, головним виконавчим директором корпорації VersaLife і одним з п'яти керівників ілюмінатів. Дженсен довідується — за смертю Рюкера стоять ілюмінати, скориставшись якоюсь «Орхідеєю». Він передає ці відомості Янусу, який припускає, що «Орхідея» є біологічною зброєю. Втім, Янус не з'являється особисто, а місце зустрічі викривають. Дані про зброю зберігаються в банку, куди Адам і пробирається з метою викрасти їх. Паралельно він розслідує вибух і виходить на фанатика Аллісона Станека. Але VersaLife мають видалити дані зі сховищ банку, а Станек готується зі своїми послідовниками здійснити масове самогубство аби «вознестися» в електронну форму життя. Дженсен постає перед вибором викрасти дані, але дозволити фанатикам померти, чи втратити дані та врятувати людей.
Дженсен вислідковує штаб-квартиру Марченка у Швейцарських Альпах, куди і вирушає. Однак той схоплює Адама, вражає його «Орхідеєю» і лишає помирати. Проте Дженсен виживає завдяки своїй мутації. Він забирає зразок цієї біологічної зброї та підслуховує плани Марченка вивезти з Праги якийсь вантаж. Він вирішує повернутися до Праги, в якій після смерті Рюкера спалахують протести аугментованих і вводиться воєнний стан. Добуті відомості передають Везі, а Міллер доручає слідкувати за злочинною родиною Двалі, пов'язаною зі справами Марченко. Пробравшись до їхньої штаб-квартири, він дізнається плани Марченка здійснити теракт у Лондоні. Це має статися під час засідання з приводу Акту Відновлення Людства, складеного ілюмінатами і покликаного назавжди відділити звичайних людей від вдосокналених, давши над останніми цілковитий контроль. Акт збирається лобіювати впливовий голова компанії Santeau Group Натаніель Браун, який виступає за будівництво для аугментованих високотехнологічних міст, де вони зможуть вільно жити, при цьому відділені від решти. Таким чином теракти переконають громадськість і надалі боятися й ненавидіти вдосконалених. Перед відправленням до Лондона, Дженсен зустрічається з Веґою, котра повідомляє, що «Орхідея» є отрутою, яка змушує імунну систему людини атакувати її ж органи. Дженсен припускає, що його вроджена здатність приймати аугментації без препарату нейропрозину зробила його невразливим і до «Орхідеї».
Коли Дженсен з Міллером прибувають до Лондона і намагаються переконати Брауна скасувати засідання, той відмовляється, переконаний, що скасування тільки поглибить конфлікт. Дженсену доводиться вислідкувати загрозу і він знаходить агента Марченка, котрий засланий у службу охорони і має завдання отруїти учасників засідання «Орхідеєю». Той встигає отруїти Міллера, підливши речовину в шампанське, яке призначене і для всіх присутніх. Марченко винить Дженсена в зриві його плану вбити прибулих на засідання. Він висуває ультиматум: або Дженсен іде на переговори з ним, або в Лондоні буде підірвано бомби і багато невинних загине, що буде підставою для ухвалення Акту. Дженсен постає перед вибором: спершу врятувати Брауна чи піти на переговори.
Фінали:
- Якщо він іде на переговори, то не встигає попередити членів засідання, всі вони гинуть від отрути. Це доводить, що боротьба за права аугментованих супроводжується тероризмом і вони не можуть у такий спосіб отримати кращого життя. Проте Марченко дотримується слова і не підриває бомби. Акт Відновлення Людства приймається, як і бажали ілюмінати, людство лишається розділеним на природних і аугментованих, що утримуються в гетто.
- Якщо Адам іде особисто попередити Брауна про отруту, Марченко підриває бомби. Попри смерті пересічних людей, Акт лобіюється, розділенню людства настає кінець і тисячі отримують краще життя. Браун виступає з пропагандою будівництва міст-аркологій для аугментованих.
- В разі коли Адам у Празі вирушив до банку, він отримує антидот. Хоча делегати випивають отруту, Адам може врятувати їх. Рятуючи фанатиків, можна отримати заглушувач детонатора бомб. Коли гравець буде досить вправним і обере потрібні аугментації й шлях, Адам встигає врятувати антидотом Міллера, попередити делегатів і прибути до Марченка, зламавши його детонатор чи просто поборовши до вичерпання часу. Цим вдається відвернути жертви і дати вдосконаленим людям шанс на припинення їхньої дискримінації.

Адам сходиться з Марченком в бою, який завершується або смертю терориста, або його арештом. Так чи інакше, «Augmented Rights Coalition» визнається терористичною організацією. Адам зустрічається з Веґою в своїй празькій квартирі. Залежно від його дій, на фоні іде випуск новин, який описує останні події. Розуміючи, що ілюмінати досі при владі та не припиняють боротьби за панування над світом, він вирішує зустрітися з їхнім противником Янусом особисто.
Після титрів ілюмінати зустрічаються за круглим столом, в тому числі Боб Пейдж, і обговорюють наслідки дій Адама Дженсена. Вони сходяться на думці, що за Адамом необхідно більше слідкувати, адже він лише пішак Януса.

## Розробка
В жовтні 2013 року Eidos Montreal анонсували, що серія Deus Ex буде розширена мобільною грою і друкованими виданнями. Також повідомлялося, що розробники Deus Ex: Human Revolution вже працюють над новим проєктом для наступного покоління консолей та Microsoft Windows. В березні 2014 року Square Enix підтвердили марку Mankind Divided. В грудні 2014 Eidos Montreal показали ігровий рушій Dawn Engine, на якому гра працюватиме. Технологія заснована на рушієві, який застосовувався у грі Hitman: Absolution.
Розробка Deus Ex: Mankind Divided була підтверджена 8 квітня 2015 року, коли Square Enix запустили інтерактивну презентацію на сайті Twitch та трейлер. Тоді ж було оголошено про розробку гри на PlayStation 4, Xbox One та ПК. При цьому Eidos Montreal займається тільки консольними версіями, адаптацію для ПК доручили студії Nixxes Software.
Директор розробки оригінальної Deus Ex (2000), Воррен Спектор, 5 травня прокоментував Mankind Divided, висловивши бажання отримати в новій грі більше свободи у виборі стилю проходження. Також він розкритикував трейлер майбутньої гри: «Як мені здалося, в трейлері Mankind Divided надто багато насильства, — зауважив він. — Це справило на мене не надто хороше враження. Deus Ex ніколи не ставила на чільне місце вбивства».
На виставці E3 2015 демонструвався перший трейлер ігрового процесу. Він показав деяких персонажів і нові здібності Дженсена, як покриття бронею, приховане проходження рівнів і перестрілки.
В липні 2015 року розробники розповіли про нові можливості вирішення битв з босами. Окрім подолати їх в бою і перемогти хитрістю чи прихованістю, босів можна буде переконати вирішити проблему іншим шляхом. Цю інформацію було частково спростовано 13 серпня. «Там є словесні переговори з NPC, [а] класичні битви з босами це інша річ. Це дві різні речі […] Класичні битви з босами це інше, і вони передбачатимуть повністю несмертельні вирішення» — сказав відповідальний за ігровий процес Патрік Фортьер.
Згодом розробники розповіли про новий режим гри, New Game Plus, де при повторному проходженні відкриватимуться нові, недоступні раніше локації, на відміну від режисерської версії Deus Ex: Human Revolution, де можна було лише перенести всі вдосконалення до повторної гри. Було анонсовано нові можливості Адама Дженсена, такі як дистанційний злом замків, вдосоканлення прямо під час сутички та нову систему нараховування досвіду і отримання інформації про NPC.
Представлена у вересні 2015 року система бонусів для попереднього замовлення Augment Your Pre-Order запропонувала самостійно вибрати цифрові бонуси. При цьому бонуси були поділені на п'ять рівнів і залежали від кількості попередніх замовлень, від внутрішьоігрових предметів до раннього доступу до офіційного релізу. Проте система отримала різке несхвалення з боку потенційних покупців Mankind Divided і в жовтні була скасована. Всі бонуси розробники пообіцяли надати без будь-яких обмежень.
В листопаді 2015 розробники розкрили, що випуск гри відкладено на пів року. Якщо раніше гра планувалася до виходу 23 лютого 2016, то через необхідність доопрацювання новою датою виходу було оголошено 23 серпня або і пізніше. SQUARE ENIX Ltd випустили супутній мобільний додаток, користуючись яким можливо отримати додаткові матеріали з новин про розробку гри. Додаток сканує зображення трикутника зі спеціальним графічним кодом, що міститься в кожному оприлюденому трейлері, концепт-арті чи постері, та розблоковує відповідну музику, зображення, або відео.
Нові подробиці стали відомі з виходом 28 квітня 2016 року трейлера «101». В ньому оповідалося про світ гри, показувалися нові локації та оновлені можливості протагоніста. Наступного разу розробники ознайомили загал зі світом гри 26 травня, оприлюднивши відео з живими акторами «Механічний апартеїд». Воно демонструє як страх і ненависть до вдосконалених людей виливаються у бунти та руйнують життя пересічних людей.
Черговий трейлер, оприлюднений 8 червня, показав ігровий процес на великій локації в європейському місті. У ролику Адам Дженсен прокидається через те, що його аугментації перестали функціонувати, і вирушає до фахівця, здатного це виправити. Адам досліджує місцевість, спілкується з персонажами і збирає додаткові завдання. Також стало відомо про додатковий режим Breach, що буде «шутером-головоломкою», пропонуючи гравцям у віртуальній реальності добути засекречені корпоративні дані. Проходячи в ньому випробування, користувачі зароблятимуть досвід, гроші і прискорювачі розвитку. В цьому режимі буде змога позмагатися в досягненнях з друзями, а полегшити проходження вдасться мікротранзакціями.
Детальніша інформація була оприлюднена 13 липня 2016 з виходом відео, де показувалися перші 20 хвилин ігрового процесу. Відео знайомило з основними механіками: переміщенням по місцевості, взаємодією з інтерактивними об'єктами, інтерфейсом, битвами і стелс-режимом.
Гра «пішла на золото» 31 липня, тобто, почала копіюватися для подальшого продажу. Провідний сценарист Мері ДеМарле з цієї нагоди поділилася відомостями які твори вплинули на творців гри. Серед них були «Нейромант» Вільяма Гібсона, книги Чайни М'єіля, науково-популярний журнал «Scientific American», телесеріали «Сини анархії» та «Пуститися берега». З метою реклами художники Eidos Montreal створили ілюстрації десяти міст 2029 року, які було викладено в блозі гри. В грі вони не з'вляться, будучи лише зображенням фантазій авторів.
Попри попередні заяви Square Enix, що Mankind Divided підтримуватиме графічні можливості DirectX 12 у день виходу, 18 серпня було повідомлено, що ця підтримка додасться лише з виходом патчу в вересні. Датою виходу патчу повідомлявся період з 5 по 11 вересня.
15 вересня було анонсовано вихід гри на macOS і Linux до кінця року. Портування гри доручено студії Feral Interactive.

## Завантажувані доповнення
- System Rift — видане 22 вересня доповнення, яке надає однойменну місію. В ній Адам Дженсен вирушить за завданням Френка Прічарда добути таємну інформацію з банку Palisade Blade і довідається більше про ілюмінатів[32].
- A Criminal Past — випущене 23 лютого 2017, оповідає про життя Адама Дженсена після Human Revolution, але до подій Mankind Divided. Його під виглядом злочинця засилають до секретної в'язниці в Аризоні[33].

## Оцінки і відгуки
| Агрегатор  | Оцінка                                     |
| ---------- | ------------------------------------------ |
| Metacritic | (PS4) 85/100 (PC) 84/100 (Xbox One) 82/100 |

| Видання                   | Оцінка |
| ------------------------- | ------ |
| Destructoid               | 8/10   |
| Electronic Gaming Monthly | 8.5/10 |
| Game Informer             | 7/10   |
| GameSpot                  | 8/10   |
| GamesRadar+               | [ 41 ] |
| Giant Bomb                | [ 42 ] |
| IGN                       | 9.2/10 |
| PC Gamer (США)            | 88/100 |
| Polygon                   | 8.5/10 |
| VideoGamer.com            | 7/10   |

Під час рекламної кампанії в серпні 2016 Eidos Montreal отримали численні скарги на проведення образливих, на думку деяких, паралелей між реальними соціальними конфліктами і вигаданими. Так, рух «Black Lives Matter» було перероблено на «Augs Lives Matter», активно використовувалися слова апартеїд, гетто. Багато людей зійшлися на думці, що розробники цілком мають право зображати вигадані конфлікти, засновані на реальних расизмі, апартеїді, в грі, але використання їх в маркетингу неетичне.
За чотири дні до релізу Square Enix зняла заборону на публікацію рецензій на Deus Ex: Mankind Divided і гра, попередньо надана журналістам, швидко отримала високі оцінки критиків. Версія для PS4 на Metacritic отримала 85 балів зі 100, для Xbox One — 82 бали, а для ПК — 84 бали.
Едвін Еванс-Тірлвелл з Eurogamer порекомендував гру словами: «Mankind Divided — розумна, симпатична і вагомадобавка до ігор жанру стелс-екшену, ласий шматочок пригод в стилі нуарного кіберпанку, елегантність і гнучкість якого не здатні затьмарити технічні недоліки і недбалість сценаристів».
Вінс Інґентіо з IGN оцінив гру в 9,2/10, давши висновок: «Поза менш відчутним сюжетом, Deus Ex: Mankind Divided поліпшена порівняно зі своєю попередницею в усіх відношеннях. Її чудово спроєктоване оточення щедре на можливості, залишаючись цілком зрозумілим, в той час як підтримує високу варіативність шляхів та розвитку персонажа, а нові дивовижні трюки техно-чаклунства Дженсена додають новий вимір однаково як бою, так і розвідки. Mankind Divided ніколи не припиняє випробовувати мене чи винагороджувати допитливість, що несе мене крізь дослідження цього прекрасного, зруйнованого світу, бережно зважуючи мої вибори на шляху».
Від журналіста Hardcore Gamer Адама Бека гра отримала 3/5. «Deus Ex: Mankind Divided — уособлення виразу „один крок вперед, два назад“, — сказав він. — Я не терплю порівнювання її з Human Revolution, тому що це була особлива гра, але Mankind Divided виглядає як повторення вже баченого і не викликає захоплення. У той же час не можна сказати, що це погана гра: в ній є досить велике місто і дуже захопливий режим Breach. І тим не менше це крок назад у порівнянні з грою п'ятирічної давності».